# دیوید بزموزگیس
دیوید بزموزگیس (انگلیسی: David Bezmozgis؛ زادهٔ ۲ ژوئن ۱۹۷۳) کارگردان فیلم، پدیدآور، رمان‌نویس، و نویسنده لتونیتبار اهل کانادا است.
او ۶ ساله بود که به همراه خانواده‌اش به کانادا مهاجرت کردند. دیوید ابتدا در رشتهٔ ادبیات انگلیسی در دانشگاه مک‌گیل لیسانس گرفت و سپس از دانشکدهٔ سینما و تلویزیون در دانشگاه کالیفرنیای جنوبی فوق لیسانس دریافت داشت.
از فیلم‌ها یا مجموعه‌های تلویزیونی که وی در آن‌ها نقش داشته‌است می‌توان به «ناتاشا» (۲۰۱۵) اشاره نمود.
وی همچنین برندهٔ جوایزی همچون کمک‌هزینه گوگنهایم شده‌است.